# Queril de Iasos
Queril de Iasos (en llatí Choerilus, en grec antic Χοίρλλος) fou un poeta èpic grec procedent de Iasos que va viatjar a l'Àsia amb Alexandre el Gran.
Horaci parla d'ell a les seves Epístoles i segons Helenius Àcron va pactar amb Alexandre que rebria una moneda d'or per cada vers que es considerés bo, i una bastonada per cada vers dolent. Els versos dolents van ser tant nombrosos que va morir a causa dels cops, encara que sembla que això no va ser així. Probablement va escriure el poema Λαμιακά, un poema relacionat amb la guerra de Làmia escrit aproximadament l'any 323 aC. També se li atribueix l'epitafi sobre Sardanàpal conservat per Estrabó i per Ateneu de Nàucratis.